# Prälatur Schneidemühl

Die Prälatur Schneidemühl auf der Karte (rot markiert)

Die Prälatur Schneidemühl entstand aufgrund der Grenzverschiebungen nach dem Ersten Weltkrieg und der damit verbundenen neuen Grenzziehungen von 1919 und 1920. Es handelte sich um Bereiche der nun polnischen Bistümer Gnesen-Posen (bis 1946 noch in Personalunion) und Kulm. De jure bestand die Prälatur von 1923 bis 1972. De facto übten ab 1945 polnische Administratoren die Jurisdiktion aus.

## Geschichte
Zum 1. Dezember 1920 ernannte Erzbischof Edmund Dalbor von Gnesen-Posen für die fünf Dekanate mit 45 Pfarreien und 80.000 bis 100.000 Katholiken einen erzbischöflichen Delegaten mit den Vollmachten eines Generalvikars, während Bischof Augustinus Rosentreter von Kulm eine Abspaltung der betroffenen drei Dekanate in den Kreisen Stolp, Bütow und Lauenburg in Pommern mit etwa 40.000 Katholiken verweigerte. Trotzdem führte der Heilige Stuhl diese Dekanate im Jahre 1922 an den in Tütz sitzenden Delegaten ab und vereinigte die Gebiete der beiden Diözesen am 1. Mai 1923 in einer selbständigen Apostolischen Administratur, die auf 7.695 km² 332.443 Einwohner zählte. Die Administration übertrug der Heilige Stuhl dem Apostolischen Protonotar Robert Weimann (1870–1925).
Auf Weimann folgte 1926 Maximilian Kaller, auf dessen Betreiben hin der Hauptsitz der Administratur am 1. Juli 1926 von Tütz nach Schneidemühl mit Heilige Familie als Kathedrale verlegt wurde, wo Kaller die Leitung der Pfarrei übernahm. Durch das 1929 geschlossene Preußenkonkordat wurde die Administratur mit Kaller 1930 zu einer Prälatur im Verband der Ostdeutschen Kirchenprovinz unter dem neuen Erzbistum Breslau erhoben, wobei der Prälat jedoch nicht die Bischofsweihe empfangen sollte. Kurz darauf wurde Kaller in Schneidemühl zum Bischof von Ermland geweiht.
Das Gebiet der neuen Diözese war räumlich in vier Inseln getrennt, die schlecht zu erreichen waren. Konnte die Apostolische Administratur noch nicht über eine wirkliche Verwaltung verfügen, so wurden seit 1930 ein aus fünf Personen bestehendes Konsistorium, ein Generalvikariat und ein Offizialat geschaffen. 1930 zählte die Prälatur 74 Pfarreien und 123 Priester. Kallers Nachfolger wurde Franz Hartz.

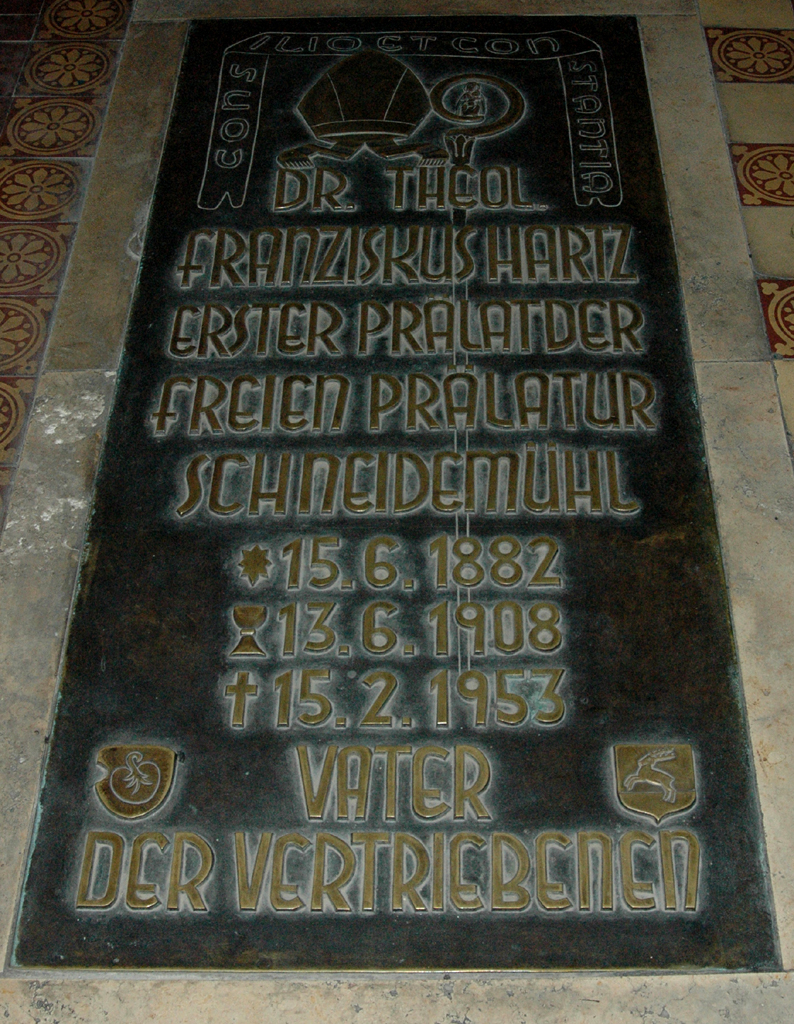
Grab von Prälat Franz Hartz in der Pfarrkirche St. Cyriakus Krefeld-Hüls.

Mit der Flucht und Vertreibung der deutschen Bevölkerung nach dem Zweiten Weltkrieg gelangte der amtierende Prälat Franz Hartz nach Fulda. Er verstarb 1953 in Hüls bei Krefeld. Obwohl de facto die Leitung der Diözese an die polnischen Kirchenbehörden gelangt war, wählte das Konsistorium Kapitularvikare für Schneidemühl, die der Heilige Stuhl jeweils bestätigte. 1953 wurde Ludwig Sebald Polzin (1892–1964) als Kapitularvikar gewählt und bestätigt. Ihm folgte 1964 Wilhelm Volkmann bis zur Neuordnung der ehemals ostdeutschen Diözesen im Jahre 1972.
Derweil berief August Hlond am 15. August 1945 Edmund Nowicki mit Wirkung ab 1. September zum Administrator für die Prälatur und die östlich der Oder gelegenen Diözesangebiete Berlins. Nowicki firmierte als Administrator von Cammin, Lebus und der Prälatur Schneidemühl (Administrator Kamieński, Lubuski i Prałatury Pilskiej) mit Sitz in Landsberg an der Warthe. Die polnische antiklerikale Regierung unter Bolesław Bierut enthob und verbannte ihn aus dem Administrationsgebiet im Jahre 1951. Ihm folgte Kapitularvikar Tadeusz Załuczkowski, den 1952 Kapitularvikar Zygmunt Szelążek ablöste. Im Jahre 1956 übernahm Teodor Bensch (1903–1958) das Administratorenamt, gefolgt von Józef Michalski (nur 1958), dem sogleich der  Breslauer Weihbischof Wilhelm Pluta, Titularbischof von Leptis Magna, als Apostolischer Administrator folgte (bis 1972).
Mit der Neuordnung der ehemaligen deutschen Diözesen 1972 gelangte das Gebiet der Prälatur Schneidemühl an die Diözesen Gorzów (ab 1992 Zielona Góra-Gorzów), Koszalin-Kołobrzeg und Kulm (ab 1992 Pelplin), womit ihre Existenz auch juristisch beendet wurde. Für die Diözesanen der Prälatur Schneidemühl in Deutschland wurden seither Apostolische Visitatoren berufen, zunächst Prälat Paul Snowadzki für die Jahre 1972 bis 1982 und dann Prälat Wolfgang Klemp für die Jahre 1982 bis 1997. Danach amtierte als Visitator Lothar Schlegel gemeinsam für die deutschen Diözesanen Danzig, Ermland und Schneidemühl. Schlegel ist seit dem 4. Oktober 2011 emeritiert. Ein neuer Visitator Ermland, Danzig, Schneidemühl wurde nicht ernannt, weil niemand gefunden wurde. Ende 2016 wurden alle Visitatoren ersatzlos gestrichen.

## Prälaten
- Robert Weimann, 1920–1925
- Maximilian Kaller, 1925–1930
- Franz Hartz, 1930–1945, titular bis 1953
- Edmund Nowicki, Apostolischer Administrator 1945–1951
- Tadeusz Załuczkowski, Kapitularvikar 1951–1952
- Zygmunt Szelążek, Kapitularvikar 1952–1956
- Józef Michalski, Kapitularvikar 1956–1958
- Wilhelm Pluta, Apostolischer Administrator 1958–1972